# Monio Ermiges
Monio Ermiges (1050 – 1107) foi um nobre do Condado Portucalense e detentor do Senhorio feudal de Ribadouro freguesia portuguesa do concelho de Baião.

## Relações familiares
Foi filho de Ermigio Viegas (1020 -?), senhor de Ribadouro e de Unisco Pais (1030 -?). Casou com Ouroana (1060 -?), de quem teve:
1. Egas Moniz, o Aio (1080 -1146) casado por duas vezes, a primeira com Dórdia Pais Azevedo e a segunda com Teresa Afonso Nunes de Celanova.
2. D. Mem Moniz de Riba Douro (1075 -1154) casou por duas vezes, a primeira com D. Gontinha Mendes e a segunda com Cristina Gonçalves da Astúrias.